# Pfarrkirche Steinerkirchen am Innbach

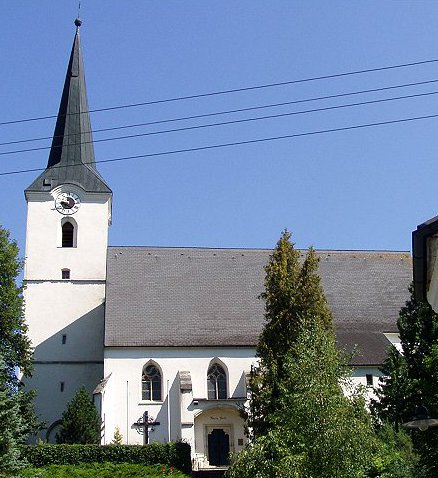
Kath. Pfarrkirche Mariä Heimsuchung in Steinerkirchen am Innbach

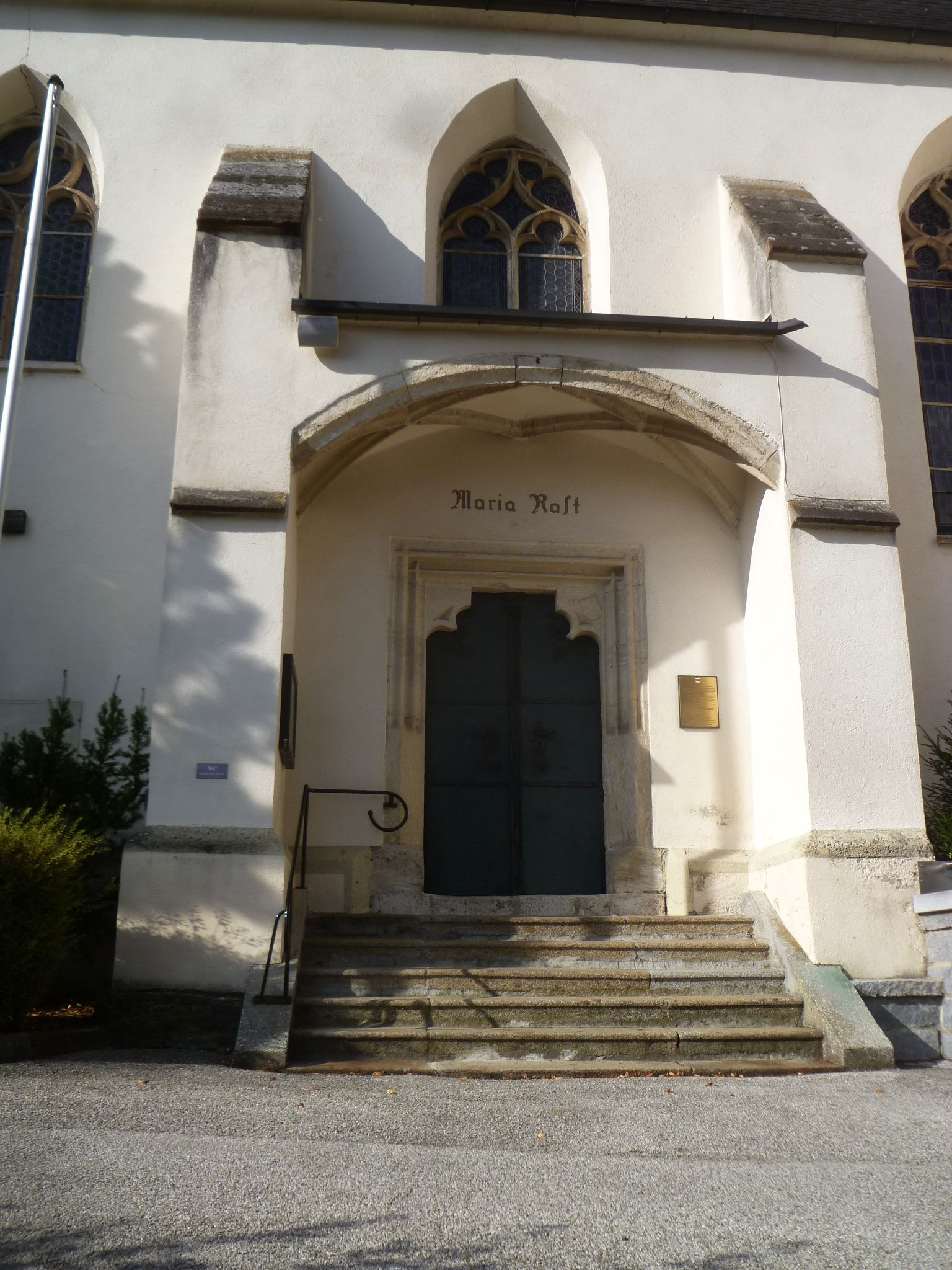
Spätgotisches Südportal mit netzrippengewölbter Vorhalle

Die römisch-katholische Pfarr- und Wallfahrtskirche Maria Rast steht in der Ortschaft Steinerkirchen am Innbach der Marktgemeinde Kematen am Innbach im Bezirk Grieskirchen in Oberösterreich. die Kirche mit dem Patrozinium Mariä Heimsuchung gehört zum Dekanat Gaspoltshofen in der Diözese Linz. Die Kirche steht unter Denkmalschutz.

## Geschichte
Die einschiffige gotische Kirche wurde um 1500 erbaut. Das nördliche Seitenschiff wurde angebaut.

## Architektur
Das einschiffige dreijochige Langhaus ist netzrippengewölbt, das spätere nördliche Seitenschiff hat ein Kreuzgewölbe. Der dreijochige netzrippengewölbte Chor schließt mit einem Dreiachtelschluss. Der Westturm an der nördlichen Schiffecke trägt einen Spitzhelm. Die zweischiffige Orgelempore ist netzrippenunterwölbt. Das spätgotische Südportal hat eine netzrippengewölbte Vorhalle.

## Ausstattung
Der neugotische Hochaltar trägt den Tabernakel. Die Seitenaltäre und die Kanzel sind barock um 1700.